# Paraleptastacus supralitoralis
Paraleptastacus supralitoralis är en kräftdjursart som beskrevs av Mielke 1975. Paraleptastacus supralitoralis ingår i släktet Paraleptastacus och familjen Leptastacidae. Inga underarter finns listade i Catalogue of Life.